# F/A-18E/F Super Hornet
Boeing F/A-18 Super Hornet este fără îndoială, cel mai sofisticat și capabil avion de vânătoare și atac la sol multirol aflat astăzi în Serviciul Statelor Unite.
Boeing F/A-18 Super Hornet a fost controversat încă de la început, fiind supranumit noul „copil teribil“ al Marinei Americane (US Navy).
Mai mult decât un simplu F/A-18C/D mărit, Super Hornet este un avion nou caracterizat de o îmbunătățire considerabilă a capacității sale tactice. Apărut în urma anulării proiectului Grumman A-12 și respingerea modelelor Intruders și Tomcat modernizate, Super Hornet a generat atât critici cât și laude.

## Istorie
La începutul anilor '90, Forțele Navale ale Statelor Unite (US Navy) au trecut printr-o perioadă de reconfigurare; nu numai pentru că s-a renunțat la programul dezastruos Grumman A-12 Avenger II, dar și pentru că în timpul Războiului din Golf, din 1991, împotriva Irakului s-au făcut remarcat mai multe neajunsuri caracteristice modelului McDonnell Douglas F/A-18 Hornet. În 1992, US Navy a luat singura decizie posibilă:a trecut la modernizarea avionului de vânătoare Hornet.
După primul zbor realizat în 1995, aeronava Super Hornet nu a fost ocolită de critici acerbe. Comandamentul Marinei Americane a rămas ferm pe poziție, iar rezultatul a fost peste așteptări, calificativele lui F/A-18E/F fiind excelente. Suprafața portantă, anvergura aripilor și stabilizatoarele sunt cu 25% mai mari decât ale modelului Hornet anterior. În plus, gurile de aspirație a aerului au căpătat dimensiuni sporite pentru a alimenta noile turbojeturi, model General Electric F414-GE-400, motoare ce au fost concepute pentru a reduce secțiunea transversală radar. În realitate, reducerea secțiunii transversale radar a reprezentat o mare realizare în reproiectarea aeronavei, astfel că Super Hornet este prevăzut cu un înveliș absorbant al undelor radar și cu panouri și fante atent proiectate, ce mențin la minimum nivelul de detectare radar.
Totuși, unele dintre cele mai importante îmbunătățiri aduse vechiului Hornet sunt ținute în cel mai mare secret.Din prima jumătate a anului 2008, acest avion se află în dotarea a 20 de escadrile operaționale ale Forțelor Navale SUA; este considerat un adevărat cal de bătaie în Războiul împotriva Terorii. 

## Specificații tehnice

### Boeing F/A-18E/F Super Hornet

#### Dimensiuni
Lungime:18,38 m
Anvergura aripii:13,62 m
Anvergura aripii (pliată):9,33 m
Suprafața portantă:46,45 mp
Înălțime:4,88 m
Ecartament:5,42 m
Distanța între axe:3,11 m

Avionica de bord:
Un sistem de radar de tipul APG-79 AESA (cu scanare electronica activa), amplasat in partea din fata a aeronavei, urmareste in secret tinte si ghideaza rachetele impotriva unor amenintari multiple aer-aer. Aeronava se mandreste de asemenea cu un impresionant sistem electronic integrat defensiv de contramasuri electronice IDECM, un Sistem Multifunctional de Distributie a Informatiei - MIDS, ce transmite si primeste date din nenumarate surse, o carlinga in care se proceseaza un volum sporit de date provenite de la afisajele electronice si sistemele de armament.
Din anul 2000, odata cu intrarea in serviciul operational, Super Hornet a beneficiat constant de o serie intreaga de modernizari ale avionicii de bord ce i-au sporit performantele si potentialul operativ.

## Operatori
Australia
- Royal Australian Air Force
  - No. 1 Squadron RAAF
  - No. 6 Squadron RAAF

 United States
- United States Navy
  - Pacific Fleet
    - VFA-2 "Bounty Hunters" (F/A-18F)
    - VFA-14 "Tophatters" (F/A-18E)

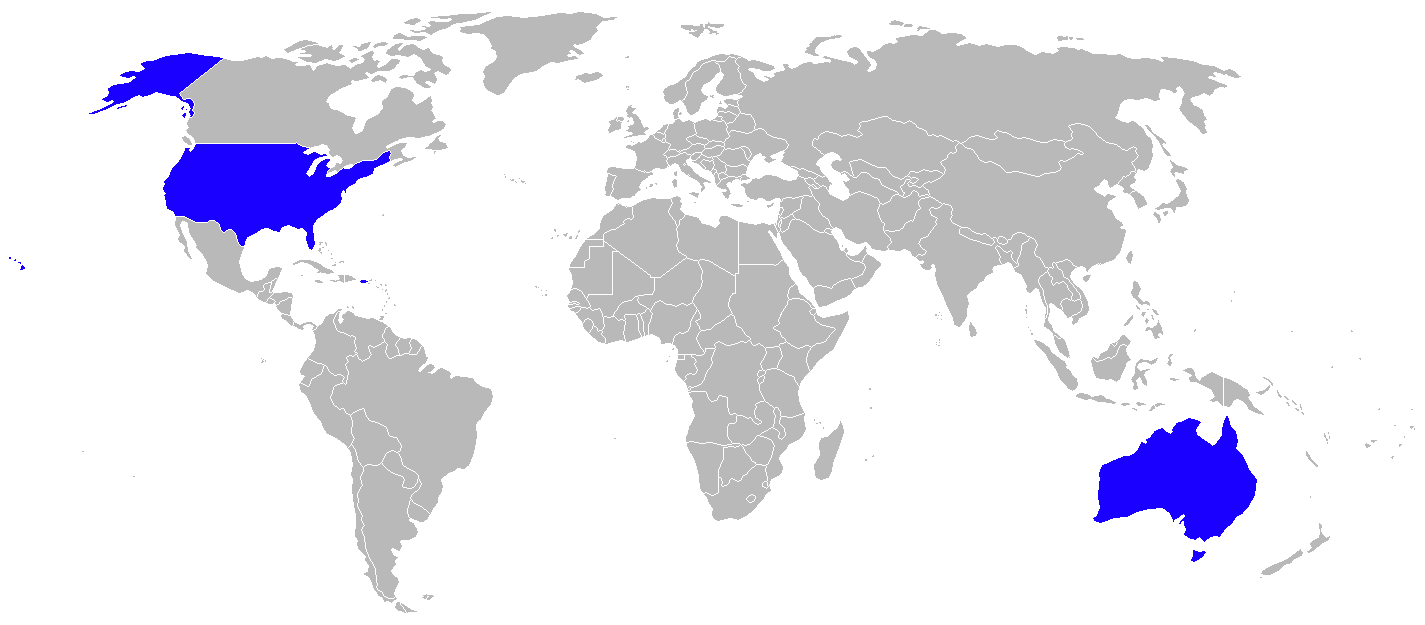
Operatorii lui F/A-18E/F Super Hornet în 2010

    - VFA-22 "Fighting Redcocks" (F/A-18F)
    - VFA-27 "Royal Maces" (F/A-18E)
    - VFA-41 "Black Aces" (F/A-18F)
    - VFA-102 "Diamondbacks" (F/A-18F)
    - VFA-115 "Eagles" (F/A-18E)
    - VFA-122 "Flying Eagles"
    - VFA-137 "Kestrels" (F/A-18E)
    - VFA-147 "Argonauts" (F/A-18E)
    - VFA-154 "Black Knights" (F/A-18F)
    - VFA-192 "Golden Dragons" (F/A-18E)
    - VFA-195 "Dambusters" (F/A-18E)

  - Atlantic Fleet
    - VFA-11 "Red Rippers" (F/A-18F)
    - VFA-31 "Tomcatters" (F/A-18E)
    - VFA-32 "Swordsmen" (F/A-18F)
    - VFA-34 "Blue Blasters" (F/A-18E)
    - VFA-81 "Sunliners" (F/A-18E)
    - VFA-103 "Jolly Rogers" (F/A-18F)
    - VFA-105 "Gunslingers" (F/A-18E)
    - VFA-106 "Gladiators"
    - VFA-136 "Knighthawks" (F/A-18E)
    - VFA-143 "Pukin' Dogs" (F/A-18E)
    - VFA-211 "Fighting Checkmates" (F/A-18F)
    - VFA-213 "Black Lions" (F/A-18F)